# Simulation of Urban MObility
Simulation of Urban MObility (Eclipse SUMO o semplicemente SUMO) è un software portatile a sorgente aperta per la simulazione microscopica, continua e multimodale del traffico capace di gestire reti larghe. SUMO viene sviluppato dal Deutsches Zentrum für Luft- und Raumfahrt e da membri della communità di utilizzatori. Dal 2001 è disponibile come sorgente aperto e nel 2017 è diventato un progetto della Eclipse Foundation.

## Scopo
La simulazione del traffico SUMO si basa su utensili di simulazione e analisi per il traffico stradale e i sistemi di gestione del traffico. Nuove strategie possono essere riprodotte e analizzate in una simulazione prima di implementarle in un contesto concreto. SUMO è anche stato proposto come componente di una catena di utensili per lo sviluppo di funzioni di guida autonoma attraverso vari approcci X-in-the-Loop e gemello digitale. 
Inoltre SUMO è usato per vari soggetti di ricerca come la previsione del traffico, la valutazione dei semafori, la selezione di itinerari oppure la comunicazione interveicolare. Gli utilizzatori di SUMO possono adattare il codice sorgente ai bisogni di nuovi approcci grazie alla licenza a sorgente aperto.

## Progetti
SUMO è stato utilizzato nei progetti nazionali e internazionali seguenti:
- AMITRAN[4] un metodo di valutazione delle emissioni di CO2 attraverso tecnologie dell'informazione e della comunicazione applicato al settore dei trasporti attraverso sistemi di trasporto intelligenti.
- COLOMBO[5]
- CityMobil[6] un progetto per integrare sistemi di trasporto automatizzati nel contesto urbano completato nel 2011.
- DRIVE C2X[7]
- iTETRIS[8]
- Soccer[9] rilevamento aereo del traffico durante il campionato mondiale di calcio 2006
- VABENE[10] progetto per migliorare la sicurezza nei grandi eventi.